# + (album)
+ (plus) là album phòng thu đầu tay của ca sĩ-người viết bài hát người Anh Ed Sheeran, được phát hành vào ngày 9 tháng 11 năm 2011 bởi Asylum Records và Atlantic Records. Album đánh dấu bước đột phá về mặt thương mại của Sheeran, người trước đó đã độc lập phát hành năm EP. Jake Gosling sản xuất phần lớn album, cùng với phần sản xuất của nhà sản xuất nhạc hip hop người Mỹ No I.D..
Sự quan tâm của giới truyền thông xung quanh + chủ yếu nhắm tới hai đĩa đơn đầu tiên – "The A Team" và "You Need Me, I Don't Need You" – lần lượt đứng cao nhất ở vị trí thứ 3 và thứ 4 trên UK Singles Chart. "Lego House" được phát hành là đĩa đơn thứ ba vào ngày 11 tháng 11 năm 2011 và tiếp nối thành công của hai đĩa đơn đi trước, xếp hạng cao nhất ở vị trí thứ 5 trên UK Singles Chart. Ba đĩa đơn sau đó – "Drunk", "Small Bump", và "Give Me Love" – đều xếp hạng trong top 25 của UK Singles Chart.
Album nhận nhiều phản hồi tích cực từ giới phê bình âm nhạc. Khi ra mắt, + xuất phát ngay tại vị trí số một trên UK Albums Chart với lượng bán tuần đầu tiên trên 102.000 bản. Album cũng có phong độ tốt trên Billboard 200 của Mỹ, đạt cao nhất ở vị trí số 5, bán được 42.000 bản. + cũng là album đầu tay của một nghệ sĩ Anh Quốc xuất phát cao nhất tại Hoa Kỳ kể từ I Dreamed a Dream của Susan Boyle năm 2009. + là album bán chạy thứ tám trong thập niên 2010 tại Vương quốc Liên hiệp Anh.

## Bối cảnh và quá trình phát triển

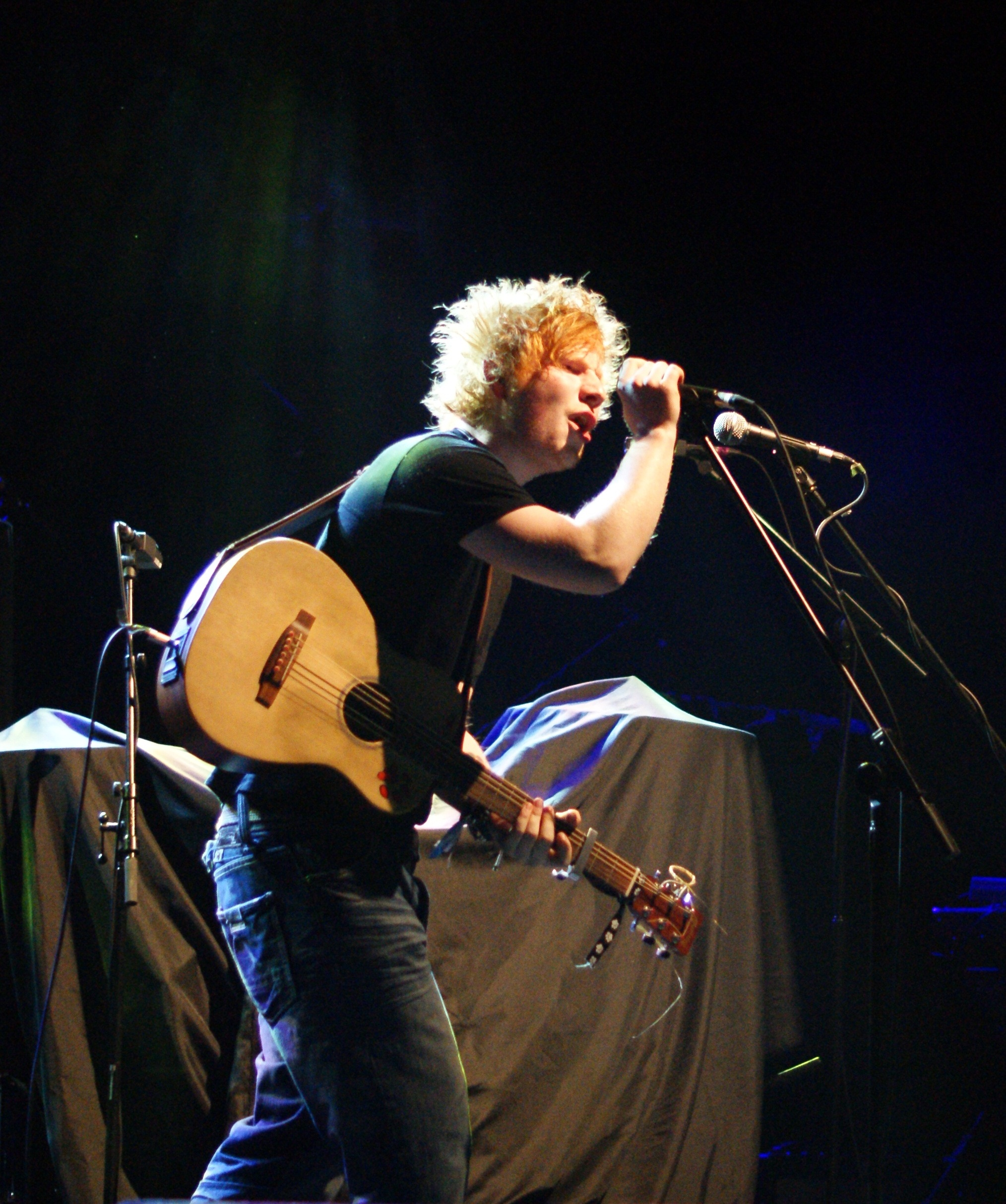
Ed Sheeran biểu diễn tại Academy 1 ở Manchester.

Sau khi bỏ học vào năm 16 tuổi, Ed Sheeran dành tiền trợ cấp việc học vào những chiếc vé tàu. Di chuyển khắp mọi nơi, anh biểu diễn tại những buổi trình diễn open-mic dọc nước Anh, nơi anh ngủ trên những chiếc ghế sofa và dành thời gian tự phát hành các EP và album tự làm. Sau bốn năm biểu diễn ở các địa điểm khắp Anh Quốc, Sheeran gặp ca sĩ Jamie Foxx ở Los Angeles, và Foxx muốn "đưa [Sheeran] tới con đường thành công".
Đầu năm 2010, Sheeran trải qua điều mà anh gọi là "khoảng thời gian gập ghềnh" (các giao dịch chuyển khoản ngân hàng không thông suốt) tại Anh Quốc, và anh tự ý chuyển tới Los Angeles để dành một tháng "xem điều gì có thể xảy ra". Sau một buổi biểu diễn trong thành phố, anh được tiếp cận bởi người của Jamie Foxx, người tài trợ cho những đêm diễn open-mic. Anh được mời biểu diễn, và sau màn trình diễn anh được giám đốc của Foxx liên lạc, người sau đó đề nghị anh biểu diễn trong chương trình phát thanh của Foxx. Sau khi chơi nhạc trong chương trình phát thanh, Jamie Foxx để lại số điện thoại cho Sheeran và tạo điều kiện để anh sử dụng phòng thu của mình miễn phí. Sheeran đón lấy cơ hội để ghi âm một số bài hát và tham gia một số buổi tiệc với Foxx, điều mà anh miêu tả là "ngoài sức tưởng tượng". Thêm vào đó, sự xuất hiện trên YouTube của Ed Sheeran cũng gia tăng sự thành công sau khi anh tải lên một phần trình diễn ca khúc "You Need Me, I Don't Need You", thu hút trên một triệu lượt xem, đưa anh trở thành "một trong những nghệ sĩ được nhắc đến nhiều nhất tại Anh Quốc".
Sau đó, Ed Sheeran ký hợp đồng với hãng thu âm Atlantic Records cũng như với đội quản lý mang tên Rocket của Elton John. Sheeran nói: "Elton bước vào và nói, 'Ed Sheeran đâu rồi?' Tôi như thể, 'Trời đất ơi! Ông ấy biết tên tôi!' Điều đó thật phi thường, lớn lên được nghe nhạc của ông ấy và giờ ông là một trong những người dành lời ngợi khen cho tôi và giúp đỡ sự nghiệp ca hát của tôi và còn gọi điện cho tôi và thực sự có hứng thú với tôi nữa chứ". Sheeran bắt đầu biểu diễn với chiếc guitar từ năm lên 11 và tình cảm anh dành cho nó là thứ "đưa anh đến với âm nhạc và ca hát". Những niềm cảm hứng của anh từ lúc đầu đời lướt qua bởi The Beatles và Bob Dylan, nhưng anh cho rằng Damien Rice mới có ảnh hưởng lớn tới âm nhạc của mình, người mà anh gặp sau một buổi biểu diễn tại Dublin. Trong suốt quá trình sản xuất +, Sheeran biết rõ "anh muốn mỗi bài hát sẽ nghe như thế nào", và bởi vì thế cho nên chỉ mất khoảng một ngày cho mỗi bài, với sản phẩm cuối cùng có "cùng âm điệu", và đó là một thành công như anh miêu tả.

## Diễn biến thương mại
Tại Anh Quốc, báo cáo doanh thu giữa tuần chỉ ra rằng + sẽ được đứng đầu trên UK Albums Chart, dù Digital Spy cho rằng nó sẽ vẫn phải cạnh tranh với album A Creature I Don't Know của Laura Marling. Vào ngày 18 tháng 9 năm 2011, + xuất phát ở vị trí đầu bảng trên UK Albums Chart với lượng bán tuần đầu tiên lên tới 102.000 bản. Sau khi album đứng đầu bảng xếp hạng, Sheeran viết trên Twitter "Album ở vị trí số 1 và 2 bài trong top 20! thật điên rồ! Cảm ơn tất cả các bạn rất nhiều!", và nói thêm "Đây là lời cảm ơn của tôi vì đã giúp album tới với vị trí số #1! Hị vọng các bạn thích nó", kèm theo một đường link tải một EP miễn phí. EP gồm ba bài hát: "Fire Alarms", "She", và một bản remix của "You Need Me, I Don't Need You". Cho tới cuối năm 2011, album đã được chứng nhận bạch kim ba lần nhờ bán được 900.000 bản. Tính đến tháng 6 năm 2015, album bán ra 1.958.000 bản tại Anh và là một trong những album xếp hạng lâu nhất tại Anh Quốc.
Tại Úc, album ra mắt ở vị trí số 41 trên ARIA Albums Chart trong tuần lễ bắt đầu vào ngày 31 tháng 10 năm 2011, và sau đó lên đầu bảng vào ngày 13 tháng 8 năm 2012. Album cũng được chứng nhận bạch kim ba lần từ Hiệp hội Công nghiệp ghi âm Úc (ARIA). Cho tới tháng 1 năm 2013, album có mặt trong 65 tuần liên tiếp trên ARIA Albums Chart. Tại New Zealand, album ra mắt ở vị trí 34 và cũng đứng đầu tại đây. + ra mắt ở vị trí số 5 trên Billboard 200 tại Hoa Kỳ, bán được 42.000 đĩa trong tiên đầu tiên. Tính đến tháng 1 năm 2016, + đã bán được 1.100.000 bản tại Hoa Kỳ.

## Âm nhạc
+ chịu ảnh hưởng từ bộ đôi nhạc hip-hop Nizlopi và ca sĩ Damien Rice. Sheeran thể hiện các bài hát trong album với một cây đàn guitar acoustic nhỏ, "không ban nhạc hỗ trợ" và "không cần nhịp điệu điện tử". The Daily Telegraph nhận thấy rằng cách viết lời bài hát dựa trên những chủ đề xung quanh cuộc sống của anh, anh hát với một "giọng hát uyển chuyển, mềm mà chắc" cùng một phong cách hip-hop. Album có sự xuất hiện của những nhịp điệu "vui tươi sống động" cùng với những tiếng riff guitar kiểu staccato. Nó cũng phân ra nhiều thể loại, với những bài hát như "Grade 8" cho ta thấy ảnh hưởng của R&B, hay một số bài hát folk-hop như "Drunk", a "nỗ lực tự an ủi và cam chịu để làm sống lại một cuộc tình đã lỡ". Lời bài hát cũng xuất phát từ "sự thiếu tự tin" của chính Sheeran trong các bài hát như "Wake Me Up" và "Kiss Me", được ví với Van Morrison. Album cũng đi tới "mặt tối hơn" như trong "The City", miêu tả cuộc sống đường phố không nhà và có thêm phần beatbox của Sheeran. Album kết thúc với "Give Me Love" và bài hát ẩn phong cách dân ca "The Parting Glass".

## Ý kiến phê bình
| Đánh giá chuyên môn     | Đánh giá chuyên môn |
| Điểm trung bình         | Điểm trung bình     |
| Nguồn                   | Đánh giá            |
| ----------------------- | ------------------- |
| Metacritic              | 67/100              |
| Nguồn đánh giá          |                     |
| Nguồn                   | Đánh giá            |
| AllMusic                | [ 16 ]              |
| The Daily Telegraph     | [ 17 ]              |
| The Guardian            | [ 18 ]              |
| The Independent         | [ 14 ]              |
| NME                     | 4/10                |
| The Observer            | [ 19 ]              |
| The Scotsman            |                     |
| London Evening Standard | [ 20 ]              |
| Entertainment Weekly    | B-                  |
| State                   | [ 22 ]              |

—Natalie Shaw của BBC Music
+ nhìn chung nhận được các ý kiến tích cực từ giới phê bình. Với Metacritic, nơi có một hệ thống đánh giá chuẩn 100 đối với nhận xét từ các nhà phê bình đại chúng, album nhận điểm số trung bình là 67, dựa trên 9 nhận xét, nghĩa là "các đánh giá nói chung là tốt". Andy Gill của The Independent đánh giá album 4 trên 5, cho rằng Sheeran đã đúng khi chọn đi theo "bản năng" của riêng anh mà không hòa theo dòng nhạc pop thông thường: "nếu anh ta đi theo lời khuyên làm dịu đi bức chân dung u ám của 'The A Team', Sheeran có lẽ đã tự đánh mất một sự nghiệp đáng kể là một ca sĩ-nhạc sĩ folk vượt qua giới hạn của Radio Two" mà vẫn tìm thấy "cách biểu đạt hip-hop nhanh lẹ lướt trên một nhịp điệu R&B hấp dẫn" và "sự nhạy cảm kiểu bản năng" của anh vì không học ở những trường như Brits chẳng hạn. Alex Petridis của The Guardian chấm điểm ba trên năm, viết rằng "tệ nhất ở điểm + là một sản phẩm khá là hấp dẫn";Petridis thấy lời của các bài như "Wake Me Up" khá yếu, nhưng nói rằng, "ngoại trừ sự hấp dẫn kiểu teen, điểm mạnh của Sheeran là khả năng tạo những giai điệu mạnh mẽ, thân thiện như với 'The City' hay 'Grade 8'". Tuy nhiên, Petridis kết luận rằng: "Bạn không thể không hi vọng anh ấy sẽ đưa những khả năng ấy phát huy mạnh hơn, và một lần nữa, anh vẫn có thể: ít nhất rõ ràng Ed Sheeran vẫn ở đó bên những cô gái hâm mộ gào thét lớn lên và bình tĩnh hơn." Jon O'Brien của AllMusic nhận xét Sheeran đã thất bại "trong việc tận dụng nét riêng đặc trưng của anh": "Thực vậy, câu trả lời bất ngờ cho bài hát chủ đạo 'The A Team', một câu chuyện xót xa của một cô gái điếm nghiện hút dường như đưa anh đi chệch hướng, đáng ra phải theo đuổi hướng đi mang chất thành thị hơn giúp anh nổi bật so với những người cùng thời, và phần lớn trong số 12 bài trong + gây cảm giác như là những nỗ lực gượng gạo để tái tạo lại âm điệu của nó".

## Danh sách bài hát
| Phiên bản phổ thông | Phiên bản phổ thông                                    | Phiên bản phổ thông                   | Phiên bản phổ thông            | Phiên bản phổ thông |
| STT                 | Nhan đề                                                | Sáng tác                              | Nhà sản xuất                   | Thời lượng          |
| ------------------- | ------------------------------------------------------ | ------------------------------------- | ------------------------------ | ------------------- |
| 1.                  | "The A Team"                                           | Ed Sheeran                            | Jake Gosling Sheeran           | 4:18                |
| 2.                  | "Drunk"                                                | Sheeran Gosling                       | Gosling Sheeran                | 3:20                |
| 3.                  | "U.N.I."                                               | Sheeran Gosling                       | Gosling Sheeran                | 3:48                |
| 4.                  | "Grade 8"                                              | Sheeran Robert Conlon Sukhdeep Uppall | Gosling Sheeran Charlie Hugall | 2:59                |
| 5.                  | "Wake Me Up"                                           | Sheeran Gosling                       | Gosling Sheeran                | 3:49                |
| 6.                  | "Small Bump"                                           | Sheeran                               | Gosling Sheeran                | 4:19                |
| 7.                  | "This"                                                 | Sheeran Gordon Mills Jr.              | Gosling Sheeran                | 3:15                |
| 8.                  | "The City"                                             | Sheeran Gosling                       | Gosling Sheeran                | 3:54                |
| 9.                  | "Lego House"                                           | Sheeran Gosling Chris Leonard         | Gosling Sheeran                | 3:05                |
| 10.                 | "You Need Me, I Don't Need You"                        | Sheeran                               | Gosling Hugall Sheeran         | 3:40                |
| 11.                 | "Kiss Me"                                              | Sheeran Justin Franks Julie Frost     | Sheeran No I.D.                | 4:40                |
| 12.                 | "Give Me Love" (bao gồm track ẩn, "The Parting Glass") | Sheeran Gosling Leonard               | Gosling Sheeran                | 8:46                |
| Tổng thời lượng:    | Tổng thời lượng:                                       | Tổng thời lượng:                      | Tổng thời lượng:               | 49:53               |

| Ấn bản đặc biệt  | Ấn bản đặc biệt  | Ấn bản đặc biệt   | Ấn bản đặc biệt  | Ấn bản đặc biệt |
| STT              | Nhan đề          | Sáng tác          | Nhà sản xuất     | Thời lượng      |
| ---------------- | ---------------- | ----------------- | ---------------- | --------------- |
| 13.              | "Autumn Leaves"  | Sheeran Gosling   | Gosling Sheeran  | 3:20            |
| 14.              | "Little Bird"    | Sheeran           | Gosling Sheeran  | 3:44            |
| 15.              | "Gold Rush"      | Sheeran Amy Wadge | Gosling Sheeran  | 4:03            |
| 16.              | "Sunburn"        | Sheeran           | Gosling Sheeran  | 4:35            |
| Tổng thời lượng: | Tổng thời lượng: | Tổng thời lượng:  | Tổng thời lượng: | 65:35           |

| Ấn bản đặc biệt tại Nhật (CD) | Ấn bản đặc biệt tại Nhật (CD) | Ấn bản đặc biệt tại Nhật (CD) |
| STT                           | Nhan đề                       | Thời lượng                    |
| ----------------------------- | ----------------------------- | ----------------------------- |
| 17.                           | "The A Team" (acoustic)       | 4:01                          |

| Ấn bản kỹ thuật số tại Nhật | Ấn bản kỹ thuật số tại Nhật  | Ấn bản kỹ thuật số tại Nhật |
| STT                         | Nhan đề                      | Thời lượng                  |
| --------------------------- | ---------------------------- | --------------------------- |
| 17.                         | "Sofa"                       | 3:19                        |
| 18.                         | "Homeless"                   | 3:30                        |
| 19.                         | "Lego House" (video âm nhạc) | 4:05                        |

| Ấn bản đặc biệt tại Úc (DVD): Live from O2 Shepherd's Bush Empire, London | Ấn bản đặc biệt tại Úc (DVD): Live from O2 Shepherd's Bush Empire, London | Ấn bản đặc biệt tại Úc (DVD): Live from O2 Shepherd's Bush Empire, London |
| STT                                                                       | Nhan đề                                                                   | Thời lượng                                                                |
| ------------------------------------------------------------------------- | ------------------------------------------------------------------------- | ------------------------------------------------------------------------- |
| 1.                                                                        | "Grade 8"                                                                 |                                                                           |
| 2.                                                                        | "The City"                                                                |                                                                           |
| 3.                                                                        | "U.N.I."                                                                  |                                                                           |
| 4.                                                                        | "Homeless"                                                                |                                                                           |
| 5.                                                                        | "Drunk"                                                                   |                                                                           |
| 6.                                                                        | "Small Bump"                                                              |                                                                           |
| 7.                                                                        | "Lego House"                                                              |                                                                           |
| 8.                                                                        | "Kiss Me"                                                                 |                                                                           |
| 9.                                                                        | "Wake Me Up"                                                              |                                                                           |
| 10.                                                                       | "The A Team"                                                              |                                                                           |
| 11.                                                                       | "Give Me Love"                                                            |                                                                           |
| 12.                                                                       | "You Need Me, I Don't Need You"                                           |                                                                           |

- Ghi chú: "The City," "You Need Me, I Don't Need You" và "Sunburn" là các phiên bản thu âm lại từ EP You Need Me (2009), còn "The A Team," "Little Bird," "Sofa" và "Homeless" từng xuất hiện trước đó trong Loose Change (2010).

## Danh sách những người tham gia
Credit lấy từ Allmusic và bìa album +.
- Ed Sheeran – beat box, guitar acoustic, guitar bass, guitar điện, tiếng đập tay, bộ gõ, piano, nhà sản xuất, hát và hát bè cho "Give Me Love"
- Jake Gosling – dàn trống, kĩ thuật, tiếng đập tay, keyboard, hòa âm, piano, nhà sản xuất, programming, sắp xếp nhạc cụ dây, nhạc cụ dây, hòa giọng, giọng hát (nền) cho "Give Me Love"
- Chris Leonard – bass, guitar (acoustic), guitar (bass), guitar (điện), tiếng vỗ tay, giọng hát (nền) cho "Give Me Love"
- Ben Cook – giám đốc sản xuất
- Ed Howard – giám đốc sản xuất
- Charlie Hugall – phần sản xuất phụ, trống, kĩ thuật, hòa âm, bộ gõ, nhà sản xuất
- No I.D. – nhà sản xuất, programming
- Stuart Camp – quản lý
- Sally Herbert – sắp xếp nhạc cụ dây
- Louisa Fuller – vĩ cầm
- Oli Langford – vĩ cầm
- John Metcalfe – viola
- Tom Greenwood – piano
- Chris Worsey – cello
- Ben Hollingsworth – trống
- Dingle Laa – phách tam giác
- Edd Hartwell – trợ lý
- Ruadhri Cushnan – hòa âm
- Rob Kinaelski – kĩ thuật, hòa âm
- Guy Massey – kĩ thuật, hòa âm
- Marco Martini – trợ lý
- Grant Rawlinson – trợ lý
- Anna Ugarte – trợ lý
- Christian Wright – mastering
- Phillip Butah – minh họa
- Leddra Chapman - hát bè cho "U.N.I."

## Xếp hạng
| Bảng xếp hạng (2011–17)                  | Vị trí cao nhất |
| ---------------------------------------- | --------------- |
| Album Úc (ARIA)                          | 1               |
| Album Áo (Ö3 Austria)                    | 21              |
| Album Bỉ (Ultratop Vlaanderen)           | 9               |
| Album Bỉ (Ultratop Wallonie)             | 38              |
| Album Canada (Billboard)                 | 5               |
| Album Cộng hòa Séc (ČNS IFPI)            | 60              |
| Album Đan Mạch (Hitlisten)               | 13              |
| Album Hà Lan (Album Top 100)             | 8               |
| Album Phần Lan (Suomen virallinen lista) | 34              |
| Album Pháp (SNEP)                        | 44              |
| Album Đức (Offizielle Top 100)           | 12              |
| Album Ireland (IRMA)                     | 1               |
| Album Ý (FIMI)                           | 28              |
| Nhật Bản Albums (Oricon)                 | 75              |
| Album México (Top 100 Mexico)            | 61              |
| Album New Zealand (RMNZ)                 | 1               |
| Album Na Uy (VG-lista)                   | 11              |
| Album Ba Lan (ZPAV)                      | 40              |
| Album Scotland (OCC)                     | 1               |
| Album Tây Ban Nha (PROMUSICAE)           | 59              |
| Album Thụy Điển (Sverigetopplistan)      | 19              |
| Album Thụy Sĩ (Schweizer Hitparade)      | 2               |
| Album Anh Quốc (OCC)                     | 1               |
| Album Hoa Kỳ Billboard 200               | 5               |
| Album Hoa Kỳ Folk (Billboard)            | 1               |
| Album Hoa Kỳ Top Rock (Billboard)        | 2               |

| Bảng xếp hạng (2011)              | Vị trí |
| --------------------------------- | ------ |
| Australian Albums Chart           | 58     |
| Irish Albums Chart                | 19     |
| UK Albums Chart                   | 9      |
| Bảng xếp hạng (2012)              | Vị trí |
| Australian Albums Chart           | 5      |
| Bảng xếp hạng album Bỉ (Flanders) | 50     |
| Canadian Albums (Billboard)       | 48     |
| Hà Lan                            | 22     |
| Irish Albums Chart                | 3      |
| New Zealand Albums Chart          | 2      |
| Bảng xếp hạng âm nhạc Thụy Sĩ     | 54     |
| UK Albums Chart                   | 3      |
| US Billboard 200                  | 136    |
| US Folk Albums (Billboard)        | 7      |
| US Rock Albums (Billboard)        | 37     |
| Bảng xếp hạng (2013)              | Vị trí |
| Australian Albums Chart           | 12     |
| Bảng xếp hạng album Bỉ (Flanders) | 99     |
| Dutch Albums Chart                | 53     |
| Irish Albums Chart                | 17     |
| New Zealand Albums Chart          | 6      |
| UK Albums (OCC)                   | 47     |
| US Billboard 200                  | 46     |
| US Folk Albums (Billboard)        | 3      |
| US Rock Albums (Billboard)        | 8      |
| Bảng xếp hạng (2014)              | Vị trí |
| Úc                                | 38     |
| Hà Lan (MegaCharts)               | 71     |
| New Zealand Albums Chart          | 17     |
| Thụy Điển (Sverigetopplistan)     | 31     |
| Anh Quốc (OCC)                    | 51     |
| Hoa Kỳ Billboard 200              | 122    |
| Bảng xếp hạng (2015)              | Vị trí |
| Úc                                | 30     |
| Đan Mạch (Hitlisten)              | 50     |
| Ireland                           | 20     |
| New Zealand (RMNZ)                | 23     |
| Thụy Điển (Sverigetopplistan)     | 46     |
| Anh Quốc                          | 38     |
| Hoa Kỳ Billboard 200              | 59     |
| Bảng xếp hạng (2016)              | Vị trí |
| Đan Mạch                          | 65     |
| Thụy Điển (Sverigetopplistan)     | 76     |

## Chứng nhận
| Quốc gia                                                                           | Chứng nhận  | Số đơn vị/doanh số chứng nhận |
| ---------------------------------------------------------------------------------- | ----------- | ----------------------------- |
| Úc (ARIA)                                                                          | 6× Bạch kim | 420.000^                      |
| Áo (IFPI Áo)                                                                       | Vàng        | 10.000*                       |
| Canada (Music Canada)                                                              | 2× Bạch kim | 160.000^                      |
| Đan Mạch (IFPI Đan Mạch)                                                           | Bạch kim    | 20.000^                       |
| Pháp (SNEP)                                                                        | Vàng        | 50.000*                       |
| Đức (BVMI)                                                                         | Bạch kim    | 300.000^                      |
| Ireland (IRMA)                                                                     | 6× Bạch kim | 90.000^                       |
| Ý (FIMI)                                                                           | Vàng        | 25.000*                       |
| New Zealand (RMNZ)                                                                 | 5× Bạch kim | 75.000^                       |
| Ba Lan (ZPAV)                                                                      | 2× Bạch kim | 40.000‡                       |
| Thụy Điển (GLF)                                                                    | Bạch kim    | 40.000‡                       |
| Thụy Sĩ (IFPI)                                                                     | Vàng        | 15.000^                       |
| Anh Quốc (BPI)                                                                     | 7× Bạch kim | 2.158.000                     |
| Hoa Kỳ (RIAA)                                                                      | 2× Bạch kim | 1.210.000                     |
| Tổng hợp                                                                           |             |                               |
| Châu Âu (IFPI)                                                                     | Bạch kim    | 1.000.000*                    |
| Toàn cầu                                                                           | —           | 4.000.000                     |
| * Chứng nhận dựa theo doanh số tiêu thụ. ^ Chứng nhận dựa theo doanh số nhập hàng. |             |                               |

## Lịch sử phát hành
| Quốc gia  | Ngày                     | Định dạng                                                 | Hãng đĩa                        |
| --------- | ------------------------ | --------------------------------------------------------- | ------------------------------- |
| Ireland   | 9 tháng 9 năm 2011       | CD tải kĩ thuật số (bản thường, đặc biệt)                 | Asylum Records Atlantic Records |
| Anh Quốc  | 12 tháng 9 năm 2011      | CD tải kĩ thuật số (bản thường, đặc biệt) LP (bản thường) | Asylum Records Atlantic Records |
| Nhật Bản  | 13 tháng 9 năm 2011      | CD tải kĩ thuật số (bản thường, đặc biệt)                 | Warner Music                    |
| Úc        | 23 tháng 9 năm 2011      | CD tải kĩ thuật số                                        | Warner Music                    |
| Hà Lan    | 18 tháng 9 năm 2011      | CD tải kĩ thuật số                                        | Warner Music                    |
| Thụy Sĩ   | 13 tháng 1 năm 2012      | CD tải kĩ thuật số                                        | Warner Music                    |
| Ba Lan    | 16 tháng 1 năm 2012      | CD tải kĩ thuật số                                        | Warner Music                    |
| Đức       | 10 tháng 2 năm 2012      | CD tải kĩ thuật số                                        | Warner Music                    |
| Argentina | ngày 15 tháng 5 năm 2012 | CD tải kĩ thuật số                                        | Warner Music                    |
| Hoa Kỳ    | 12 tháng 6 năm 2012      | CD tải kĩ thuật số                                        | Elektra Records                 |